# 이노 마유
이노 마유(일본어: 飯野茉優, 1999년 5월 23일~)는 떼아트르 소속 일본의 인턴 성우이다.

## 출연작품

### TV 애니메이션
- 미치코와 핫틴 (마리자)
- 쿠킹 아이돌 아이! 내! 마인! (유마)
- 꿈빛 파티시엘 (캬라멜)
- 시귀 (마츠오 제)
- 꿈 빛 파티시엘 SP 프로페셔널 (캬라멜)

### OVA
- 꿈빛 파티시엘 가슴 두근♥트로피컬 아일랜드!(캬라멜)

### 극장판 애니메이션
- 스즈미야 하루히의 소실 (여자아이)
- 우주 쇼에 어서오세요 (잉크)